# Кентион, Джеймс
Джеймс Кентион (англ. James Cantion; род. XIX век) — британский регбист, серебряный призёр летних Олимпийских игр 1900.
На Играх Кентион входил в сборную Великобритании, которая в единственном матче проиграла Франции со счётом 21:8, получив серебряные медали.